# Bowier

Familiewapen van Bowier (1814)

Bowier (ook: Van Rensselaer Bowier) is een Nederlands geslacht, waarvan leden sinds 1814 behoren tot de Nederlandse adel.

## Geschiedenis
De stamreeks begint met Ralph, later Raphel Bo(w)yer die ritmeester in de Nederlanden was en op 9 januari 1623 in Doesburg overleed.
Bij Souverein Besluit van 28 augustus 1814 werd een directe nakomeling van de stamvader, Maarten Bowier (1750-1830), benoemd in de ridderschap van Brabant en daarmee opgenomen in de nieuwe Nederlandse adel. Deze tak is in 1830 uitgestorven. Zijn broer Hugo Bowier (1758-1834) werd bij KB van 5 september 1821 verheven in de Nederlandse adel. 
In 1814 hadden drie broers Bowier om erkenning verzocht wat slechts gehonoreerd was met benoeming van een van hen in de Ridderschap van Brabant. Hugo, directeur der ingaande en uitgaande rechten en accijnzen van Noord-Brabant, had opnieuw erkenning aangevraagd op grond van (vermeende) Engelse adeldom, maar kreeg in 1821 echter adelsverheffing, op grond van de diensten aan de Staat bewezen door leden van zijn familie.
Een kleinzoon van Hugo, Marten Wilhelmus Bowier (1822-1889), kreeg bij KB van 1874 naamswijziging in Van Rensselaer Bowier door de geslachtsnaam van zijn moeder voor de zijne te plaatsen.
Tussen circa 1819 en 1870 waren leden van het geslacht in het bezit van landgoed en huis Coudewater in Rosmalen.

## Enkele telgen
Jan Bowier (1715-1781), drossaard van Boxtel en Liempde, schepen, raad en president-schepen van 's Hertogenbosch
- Jhr. mr. Maarten Bowier (1750-1830), lid van de Staten-Generaal en van de Eerste Kamer
- Jhr. mr. Hugo Bowier (1758-1834), lid van de Vergadering van Notabelen
  - Jhr. mr. Jan Bowier (1793-1853), lid van Provinciale Staten van Noordbrabant, eigenaar van huis Coudewater vanaf circa 1819; trouwde in 1814 met Johanna Jacoba Sara van Rensselaer (1795-1830)
    - Jhr. Marten Wilhelmus van Rensselaer Bowier (1822-1889), vice-admiraal; hieruit een tak in de Verenigde Staten van Amerika
    - Jhr. Gerard Johannes Martinus Bowier (1826-1892), betaalmeester te Utrecht
      - Jhr. Adriaan Bowier (1857-1931), rijksbetaalmeester
        - Jkvr. Adrienne Arnoldine Gerardine Bowier (1900-1991); trouwde in 1922 met jhr. Johan Cornelis Mollerus (1888-1965), burgemeester van Vreeswijk

      - Jkvr. Theodora Elisabeth Bowier (1861-1937); trouwde in 1882 met Vitus Valerius Ruurdericus Carolus Radbout baron van Heemstra (1854-1920), burgemeester van Brielle

    - Jkvr. Anna Susanna Hermina Bowier (1836-1909); trouwde in 1864 met Frans Julius Johan de Blocq van Scheltinga (1838-1870), bewoner van en overleden op Coudewater
    - Jhr. Johan Bowier (1842-1891), directeur Haagsche Paardentram Mij.
      - Jhr. Adriaan Bowier (1875-1937), toneelmeester
        - Jhr. Johan Bowier (1907-1982), bedrijfschef
          - Jhr. Adriaan Johan Bowier (1938-2018), directeur Handelsonderneming
            - Jhr. Christiaan Stefan Bowier (1973), chef de famille van de Nederlandse tak

      - Jhr. Anton Bowier (1885-1950), portier Floratheater
        - Jhr. Anton Bowier (1918-1987), adjudant-onderofficier, octrooi-administrateur
          - Jhr. Johan Bowier (1949), radiologisch laborant
            - Jhr. Sebastiaan Bowier (1987), ligfietser